# براتولیبوفکا
براتولیبوفکا (به لاتین: Bratolyubovka) یک منطقهٔ مسکونی در روسیه است که در استان آمور واقع شده‌است.